# Тип 63 (бронетранспортёр)
«Тип 63» — первый китайский гусеничный бронетранспортёр, не имеющий своего советского прототипа, в отличие от других моделей бронетехники.

## История создания
Его разработка началась в 1960 году в КБ Северного машиностроительного завода (NVMF, сейчас — часть национальной корпорации NORINCO), расположенного недалеко от Пекина. Китайские инженеры преследовали цель создать гусеничную машину, которая бы имела проходимость сравнимую с танками, что немаловажно для юго-восточного театра военных действий, а также была бы относительно дешёвой за счёт использования некоторых узлов серийно производившейся бронетехники. БТР получил обозначение «Тип 60» (заводской индекс А-531 или WZ-531).
Проектирование велось практически с нуля. В конструкции ходовой части были использованы элементы советского плавающего БТР-50П («Тип 66») и танка ПТ-76 («Тип 60»). В частности, были позаимствованы пустотелые катки и узлы торсионной подвески, а также гусеничные траки. В качестве силовой установки был принят дизельный V-образный двигатель водяного охлаждения 6150, представляющий собой советский дизель В-2 от танка Т-34-85 («Тип 58»), у которого число цилиндров сократили с 12 до 8. Вооружение БТР состояло из 7,62-мм пулемёта «Тип 59» (копия советского СГМ) на турели. После пересмотра проекта в 1963 году бронетранспортёру присвоили новое обозначение «Тип 63» или «Тип 63А» (WZ-531A). Главные изменения коснулись компоновки корпуса. Для того, чтобы обеспечить более рациональное расположение двигателя и трансмиссии и обеспечить выход десанта через кормовую часть, моторное отделение сдвинули ближе к середине и вправо, а перед ним расположили место командира машины. Пулемёт было решено заменить на крупнокалиберный. К 1964 году были выпущены первые опытные образцы машин. Однако доводка довольно «сырого» бронетранспортёра заняла несколько лет — все таки сказывалось отсутствие опыта, и лишь к концу 1960-х годов было начато его серийное производство. В 1967 г. БТР «Тип 63» был впервые показан широкой общественности на военном параде в Пекине, после чего на западе его стали обозначать как М1967.
Описание конструкции характерный тупой нос и четырёхопорная ходовая часть стали главной отличительной особенностью первого китайского БТР национальной разработки. Бронетранспортёр «Тип 63» имеет не совсем обычную компоновку. Отделение управления с местом механика-водителя и органами управления находится в передней части корпуса слева. Позади водителя расположено место стрелка, которое имеет такой же люк, но с установленным в нём поворотным перископическим прибором. А вот место командира расположено в правой передней части корпуса и изолировано от остального обитаемого отделения. Командир также имеет люк в крыше, откидывающийся вправо, с таким же перископическим прибором наблюдения, как у стрелка.
За местом командира справа от отделения управления находится изолированное бронеперегородками моторное отделение с дизельным двигателем 6150L мощностью 260 л.с., там же расположены обслуживающие двигатель системы. Простая трансмиссия состоит из однодискового главного фрикциона, механической коробки перемены передач (4 скорости вперёд, 1 назад), бортовых фрикционов и бортовых передач. Трансмиссия находится в носу корпуса, доступ к ней осуществляется через большой съёмный лист в верхней лобовой детали. Над моторным отделением расположена решётка радиатора системы охлаждения двигателя, а также выхлопное окно, смещённое к правому борту и снабжённое специальным дефлектором для отвода выхлопа в сторону. БТР «Тип 63» плавающий. Корпус сварной из плоских катаных бронелистов сделан герметичным. Движение на плаву осуществляется за счёт перемотки гусениц со скоростью до 6 км/ч. В носовой части имеется волноотбойный щиток, поднимающийся с помощью ручного привода с места механика-водителя, при движении по суше он опускается на верхний лобовой лист. По шоссе бронетранспортёр может развивать скорость до 60 км/ч, при этом максимальный запас хода составляет 500 км.
Всю кормовую часть корпуса бронетранспортёра занимает десантное отделение. Для входа и выхода используется дверь в кормовом бронелисте, а в крыше корпуса расположены два прямоугольных люка, которые могут фиксироваться в открытом положении. В середине машины имеется место оператора пулемётной установки, расположенной по центру. Пулемётом управляет один из стрелков. На поворотной турели установлен 12,7-мм пулемёт «Тип 54» (копия советского ДШКМ) с ручным наведением и коллиматорным прицелом. Место пулемётчика сделано открытым, но в конце 1980-х гг. при модернизации на всех китайских бронетранспортёрах «Тип 63» оно было оборудовано специальным открытым сверху бронещитком, охватывающим его с трёх сторон. Боекомплект пулемёта состоит из 500 патронов, снаряжённых в ленты, которые уложены в коробки внутри десантного отделения. Для стрельбы пехотинцев не выходя из машины предусмотрены закрывающиеся бойницы, смонтированные с приборами наблюдения по одной в каждом борту корпуса и одна в кормовой двери. Внутри имеются 10 откидных мест, размещённых вдоль бортов и по центру.
Ходовая часть БТР «Тип 63» состоит из четырёх односкатных обрезиненных катков (на борт) с передним расположением ведущего колеса. Подвеска индивидуальная торсионная с подрессориванием первых катков. Верхняя ветвь гусеницы закрыта 4-секционными фальшбортами с продольной выштамповкой.
Бронирование защищает экипаж от пуль и мелких осколков, но уязвимо для крупнокалиберных пулемётов. Толщина лобовых листов достигает 14 мм, бортов, крыши, днища — 6 мм. Все бронелисты, кроме кормового, расположены под рациональными углами наклона. Исходя из характеристик патрона 7,62 БП и обладающих меньшей пробивной способностью бронебойно-зажигательных патронов стран НАТО, данный вид бронирования обеспечивает гарантированную защиту от любого типа вооружений с патронами калибром 7,62 и ниже с любой дистанции стрельбы. Защита от крупнокалиберного оружия не обеспечивается.

## Модификации
- Type 60 (WZ-531) — проект-прототип.
- Type 63 (WZ-531A) — базовая модификация.
- Type 63 (WZ-531G) — модернизированный «Type 63A».
- Type 63B (WZ-531B) — шасси с 5-опорной ходовой частью; 1970-е гг.
- Type 63C/Type 81 (YW-531C) — «Type 63A» с новым двигателем; 1982 г.
- Type 81 (YW-531D/E) — экспортная модификация «Type 63C/81».
- Type 63С для морской пехоты — оборудован съёмными модулями для улучшения плавучести и водным движителем.

## Машины на базе
- Type 63A (WZ-701/701C/D) — КШМ на базе БТР «Type 63A», прямоугольная рубка.
- Type 63A (WZ-721) — машина дальней связи на базе КШМ.
- Type 70 (WZ-303/303A) — 130-мм РСЗО на базе БТР «Type 63A».
- Type 70 (WZ-302/302A) — 122-мм САУ на базе шасси «Type 63B».
- Type 81 (YW-701A/701B) — КШМ на базе БТР «Type 81», прямоугольная рубка.
- Type 81 (YW-304) — 82-мм самоходный миномёт на базе БТР «Type 81».
- Type 81 (YW-381) — 120-мм самоходный миномёт на базе БТР «Type 81».
- Type 81 (YZ-750) — санитарная машина на базе БТР «Type 81».
- Type 60С — опытный плавающий БТР на базе «Type 81».
- Type 85 (YW-351H) — БТР с удлинённым шасси; 1985 год.
- YD-801 — пожарная машина на базе БТР «Type 63A».

## На вооружении
Сразу после начала серийного производства бронетранспортёры «Тип 63»/WZ-531A стали поступать на вооружение механизированных пехотных и танковых полков НОАК. Одновременно эти машины китайцы стали поставлять на экспорт. Первой страной, на вооружение которой поступили БТР «Тип 63», стал Северный Вьетнам, использовавший их в боях с американцами во время войны в Юго-восточной Азии вместе с захваченными M113. Позже БТР «Тип 63» появился в армии Северной Кореи, которая потом наладила их собственное серийное производство по китайской лицензии, под названием VTT-323. Также «Тип 63» в небольших количествах поставлялся в Мьянму (бывшая Бирма) и Таиланд.
- Вьетнам — 80 единиц Тип-63, по состоянию на 2015 год[1]
- Зимбабве — 8 единиц Тип-63 и 22 VTT-323, по состоянию на 2015 год[2]
- Китай — 1650 единиц Тип-63 и Тип-63C, по состоянию на 2015 год[3]
- КНДР — некоторое количество Тип-63 и VTT-323, по состоянию на 2015 год[4]
- Мьянма — 250 единиц Тип-85, по состоянию на 2015 год[5]
- Пакистан — около 100 единиц Тип-63, по состоянию на 2015 год[6]
- Таиланд — 450 единиц Тип-85, по состоянию на 2015 год[7]
- Шри-Ланка — некоторое количество Тип-63 и 30 единиц Тип-85, по состоянию на 2015 год[8]

## Фотогалерея

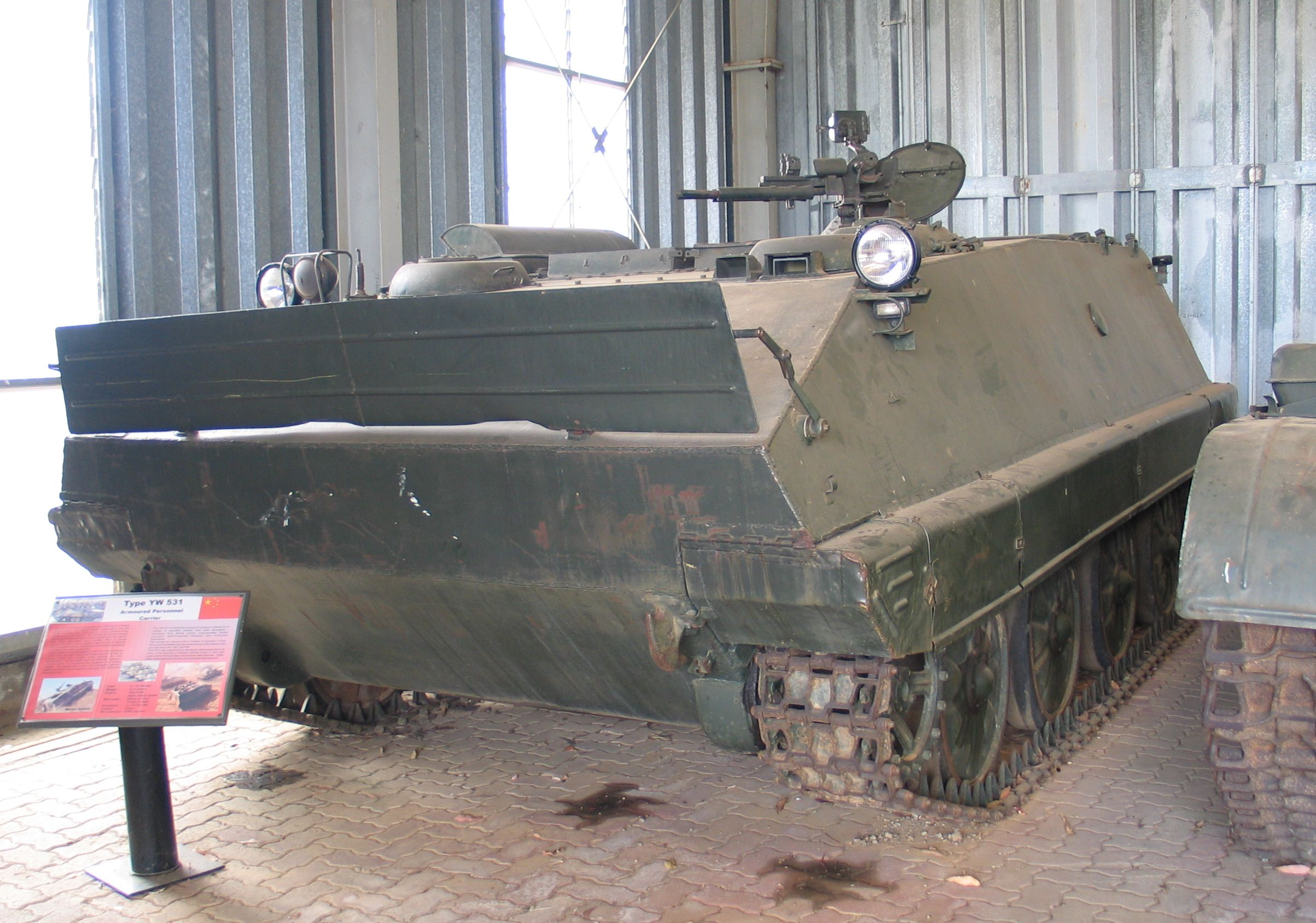
Бывший вьетнамский Тип-63 в Puckkapunyal Военном музее
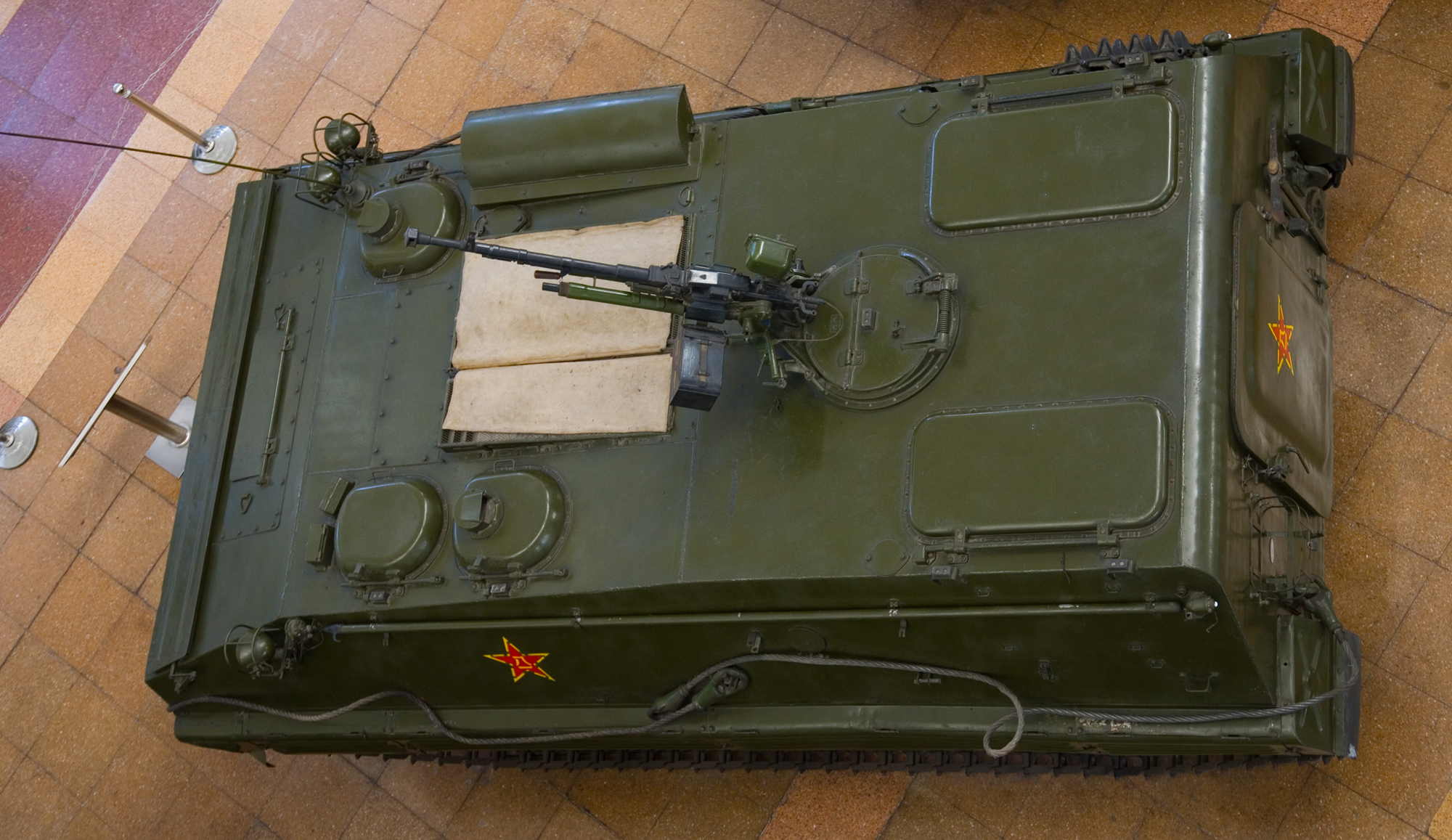
Вид сверху,тип-63 в Пекине Военный музей
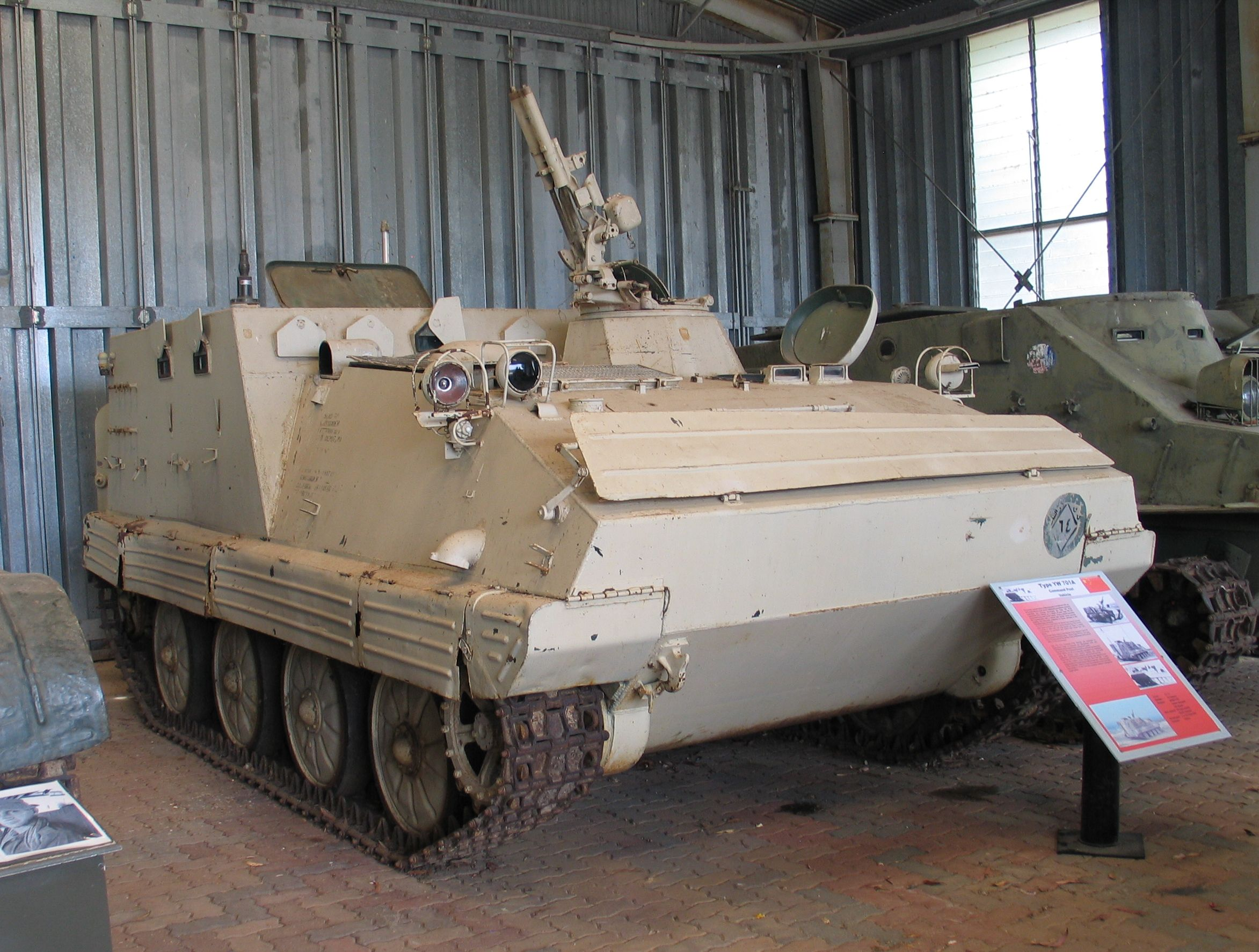
Бывший иракский YW701 в Puckkapunyal Военном музее
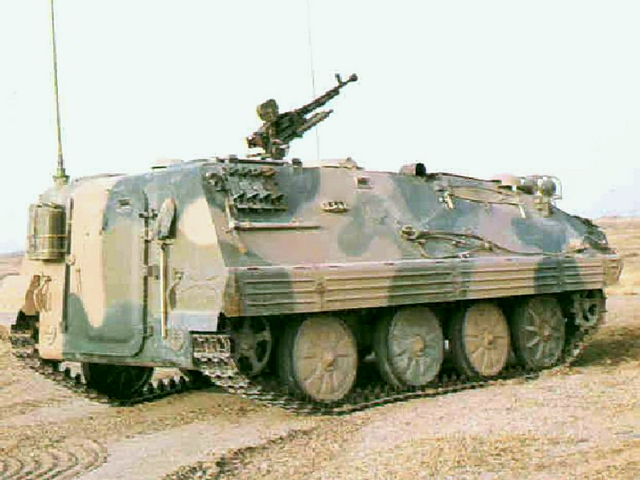
YW531E